# Itarumã
Itarumã este un oraș în Goiás (GO), Brazilia.